# Coupe du monde de triathlon 2011
Navigation
Édition précédente Édition suivante
La coupe du monde de triathlon 2011 est composée de 9 courses organisées par la Fédération internationale de triathlon (ITU). Chacune des courses est disputée au format olympique soit 1500 m de natation, 40 km de cyclisme et 10 km de course à pied.

## Calendrier
| Date        | Ville        | Pays             |
| ----------- | ------------ | ---------------- |
| 27 mars     | Mooloolaba   | Australie        |
| 27 avril    | Ishigaki     | Japon            |
| 8 mai       | Monterrey    | Mexique          |
| 10 juillet  | Edmonton     | Canada           |
| 14 août     | Tiszaújváros | Hongrie          |
| 9 octobre   | Huatulco     | Mexique          |
| 15 octobre  | Tongyeong    | Corée du Sud     |
| 6 novembre  | Guatapé      | Colombie         |
| 20 novembre | Auckland     | Nouvelle-Zélande |

## Résultats

### Mooloolaba
| Position | Hommes          | Hommes    | Hommes          | Femmes               | Femmes           | Femmes          |
| Position | Nom             | Pays      | Temps           | Nom                  | Pays             | Temps           |
| -------- | --------------- | --------- | --------------- | -------------------- | ---------------- | --------------- |
|          | Brad Kahlefeldt | Australie | 1 h 51 min 52 s | Nicky Samuels        | Nouvelle-Zélande | 2 h 03 min 13 s |
|          | Brendan Sexton  | Australie | 1 h 51 min 55 s | Emma Moffatt         | Australie        | 2 h 03 min 34 s |
|          | David Hauss     | France    | 1 h 51 min 55 s | Barbara Riveros Diaz | Chili            | 2 h 03 min 56 s |

### Ishigaki
| Position | Hommes         | Hommes     | Hommes          | Femmes               | Femmes  | Femmes          |
| Position | Nom            | Pays       | Temps           | Nom                  | Pays    | Temps           |
| -------- | -------------- | ---------- | --------------- | -------------------- | ------- | --------------- |
|          | Hunter Kemper  | États-Unis | 1 h 50 min 32 s | Barbara Riveros Diaz | Chili   | 2 h 01 min 57 s |
|          | Artem Parienko | Russie     | 1 h 50 min 47 s | Aileen Morrison      | Irlande | 2 h 02 min 19 s |
|          | Marek Jaskółka | Pologne    | 1 h 50 min 49 s | Kiyomi Niwata        | Japon   | 2 h 02 min 34 s |

### Monterrey
| Position | Hommes            | Hommes     | Hommes          | Femmes        | Femmes     | Femmes          |
| Position | Nom               | Pays       | Temps           | Nom           | Pays       | Temps           |
| -------- | ----------------- | ---------- | --------------- | ------------- | ---------- | --------------- |
|          | Brendan Sexton    | Australie  | 1 h 46 min 56 s | Sarah Haskins | États-Unis | 1 h 57 min 15 s |
|          | Frédéric Belaubre | France     | 1 h 47 min 06 s | Ai Ueda       | Japon      | 1 h 57 min 21 s |
|          | Hunter Kemper     | États-Unis | 1 h 47 min 11 s | Anne Haug     | Allemagne  | 1 h 57 min 27 s |

### Edmonton
| Position | Hommes           | Hommes           | Hommes          | Femmes          | Femmes    | Femmes          |
| Position | Nom              | Pays             | Temps           | Nom             | Pays      | Temps           |
| -------- | ---------------- | ---------------- | --------------- | --------------- | --------- | --------------- |
|          | Bevan Docherty   | Nouvelle-Zélande | 1 h 46 min 47 s | Ashleigh Gentle | Australie | 2 h 00 min 14 s |
|          | Aurélien Lescure | France           | 1 h 46 min 49 s | Mateja Šimic    | Slovénie  | 2 h 01 min 06 s |
|          | Hunter Kemper    | États-Unis       | 1 h 46 min 54 s | Lisa Perterer   | Autriche  | 2 h 01 min 07 s |

### Tiszaújváros
| Position | Hommes        | Hommes      | Hommes          | Femmes             | Femmes     | Femmes          |
| Position | Nom           | Pays        | Temps           | Nom                | Pays       | Temps           |
| -------- | ------------- | ----------- | --------------- | ------------------ | ---------- | --------------- |
|          | Brent McMahon | Canada      | 1 h 48 min 16 s | Gwen Jorgensen     | États-Unis | 1 h 59 min 54 s |
|          | Aaron Harris  | Royaume-Uni | 1 h 48 min 22 s | Annamaria Mazzetti | Italie     | 2 h 00 min 02 s |
|          | Ákos Vanek    | Hongrie     | 1 h 48 min 43 s | Irina Abysova      | Russie     | 2 h 00 min 18 s |

### Huatulco
| Position | Hommes         | Hommes         | Hommes          | Femmes              | Femmes  | Femmes          |
| Position | Nom            | Pays           | Temps           | Nom                 | Pays    | Temps           |
| -------- | -------------- | -------------- | --------------- | ------------------- | ------- | --------------- |
|          | Matt Chrabot   | États-Unis     | 2 h 00 min 37 s | Juri Ide            | Japon   | 2 h 12 min 52 s |
|          | Richard Murray | Afrique du Sud | 2 h 00 min 50 s | Annamaria Mazzetti  | Italie  | 2 h 13 min 39 s |
|          | Bruno Pais     | Portugal       | 2 h 01 min 05 s | Marina Damlaimcourt | Espagne | 2 h 13 min 52 s |

### Tongyeong
| Position | Hommes            | Hommes   | Hommes          | Femmes           | Femmes  | Femmes          |
| Position | Nom               | Pays     | Temps           | Nom              | Pays    | Temps           |
| -------- | ----------------- | -------- | --------------- | ---------------- | ------- | --------------- |
|          | Dmitry Polyansky  | Russie   | 1 h 49 min 33 s | Jessica Harrison | France  | 2 h 00 min 41 s |
|          | Jose Miguel Perez | Espagne  | 1 h 49 min 49 s | Aileen Morrison  | Irlande | 2 h 01 min 09 s |
|          | Simon De Cuyper   | Belgique | 1 h 49 min 52 s | Zuriñe Rodriguez | Espagne | 2 h 01 min 18 s |

### Guatapé
| Position | Hommes            | Hommes  | Hommes      | Femmes           | Femmes  | Femmes          |
| Position | Nom               | Pays    | Temps       | Nom              | Pays    | Temps           |
| -------- | ----------------- | ------- | ----------- | ---------------- | ------- | --------------- |
|          | Étienne Diemunsch | France  | 57 min 15 s | Carole Péon      | France  | 1 h 04 min 11 s |
|          | Crisanto Grajales | Mexique | 57 min 22 s | Tomoko Sakimoto  | Japon   | 1 h 04 min 30 s |
|          | Tony Moulai       | France  | 57 min 26 s | Zuriñe Rodriguez | Espagne | 1 h 04 min 37 s |

### Auckland
| Position | Hommes         | Hommes           | Hommes          | Femmes          | Femmes           | Femmes          |
| Position | Nom            | Pays             | Temps           | Nom             | Pays             | Temps           |
| -------- | -------------- | ---------------- | --------------- | --------------- | ---------------- | --------------- |
|          | Kris Gemmell   | Nouvelle-Zélande | 1 h 59 min 58 s | Andrea Hewitt   | Nouvelle-Zélande | 2 h 14 min 12 s |
|          | Bevan Docherty | Nouvelle-Zélande | 2 h 01 min 05 s | Tomoko Sakimoto | Japon            | 2 h 15 min 09 s |
|          | Ryan Fisher    | Australie        | 2 h 01 min 18 s | Mariko Adachi   | Japon            | 2 h 15 min 22 s |

## Par nation
| Rang | Nation           | Victoires |
| ---- | ---------------- | --------- |
| 1    | États-Unis       | 4         |
| 1    | Nouvelle-Zélande | 4         |
| 3    | Australie        | 3         |
| 3    | France           | 3         |
| 5    | Canada           | 1         |
| 5    | Chili            | 1         |
| 5    | Japon            | 1         |
| 5    | Russie           | 1         |